# Paratorna catenulella
Paratorna catenulella är en fjärilsart som beskrevs av Hugo Theodor Christoph 1882. Paratorna catenulella ingår i släktet Paratorna och familjen vecklare. Inga underarter finns listade i Catalogue of Life.